# Mario Zimolo
Mario Zimolo (Sagrado, 5 maggio 1947) è un ex calciatore italiano, di ruolo attaccante.

## Carriera
Dopo una breve apparizione in Serie B con la SPAL nel 1965, passa per un anno all'Empoli in Serie C ed in seguito disputa due campionati di Serie B con il Catanzaro totalizzando 52 presenze e 7 reti.
Nel 1969-1970 conta 6 presenze con il Catania che al termine della stagione raggiunge la Serie A, e l'anno seguente colleziona le ultime 5 presenze in cadetteria con il Cesena.
Torna a giocare in Serie C con la maglia del Messina prima di terminare la carriera in Serie D con l'Adriese.